# Emőke (könyvszereplő)
Emőke (5. század) egy előkelő hun leány, Csáth, hun főúr gyermeke. Gárdonyi Géza: A láthatatlan ember című művében tűnik fel, mint Zéta az ifjú görög fiú szerelme. A fiú amint megpillantja, rögtön olthatatlan szerelemre lobban iránta a szíve, s mindent megtesz, hogy a lány közelében legyen. A könyvben Atilla király temetésén a többi szolgával együtt őt is lenyilazzák.

## Élete
|  | Alább a cselekmény részletei következnek! |

### Fiatalkora
Emőke a hun táborban nevelkedett, édesapja Csáth hun főúr, Atilla bizalmasa volt.
Miután Zéta észreveszi őt, folyamatosan próbál a nyomában lenni. Egyszer egy utazás során Zéta hátramarad, és Emőke visszajön hozzá, a fiú kezet akar csókolni, mire a hun leány lovaglópálcájával úgy megüti Zétát, hogy vére nyomban kibuggyan. A fiúnak később sikerül elérnie, hogy Rika királyné (Atilla felesége), Emőke, és a többi udvarhölgy társaságában különböző művészeteket mutasson be. Bár Emőkét láthatóan nem köti le a fiú művészete, nem zárkózik el teljesen. Egy ilyen összejövetel alatt Zéta elmeséli gyermekkorát, s hogy apjának el kellett őt adnia rabszolgának, mivel a család nem tudott megélni. Ezen a legtöbb hun udvarhölgy és Rika királyné is olyannyira felháborodik, hogy többet nem is hívják meg Zétát, de amikor a követség távozik Attila udvarából, gazdagon megajándékozzák őt. Emőke felelősségre vonja Zétát, mivel a királyné roppantul felidegesítette magát a dolgon.
A követség távozásának előestéjén Zéta Csáth házának udvarán próbál egy utolsó pillantást vetni Emőkére, mikor egy rózsát dobnak le neki. A fiú nem tudja ki dobhatta, de úgy gondolja Emőke volt. Később kiderül, hogy a virágot Dsidsia egy rabszolgalány dobta neki.
Miután a görög követség elvonul, és Zéta Csáth úrhoz kerül, a fiú még nagyobb szerelmet kezd el érezni Emőke iránt. Emőke azonban ugyanúgy tartja a rideg semlegességét mint korábban.
A lány a catalaunumi csatából visszatérő Zétát kedvesen, de továbbra is távolságtartóan fogadja. Amikor Zéta Attiláról és tetteiről beszél, akkor válik világossá (az olvasó előtt), hogy Emőke szíve a fejedelemé. Egy lakoma alkalmával Attila táncolni viszi Emőkét. A lány arca - amelyet máskülönben márványba lehetne önteni - tűzpiros és szeme ég. Attila azonban az estét követően megkéri Ildikó germán hercegnő kezét. Emőke és Zéta sorsa közös, mindketten reménytelenül szerelmesek valakibe, aki elérhetetlen számukra.

### Halála
Emőke a történet végén meghal, de előtte valóra váltja Zéta álmát. Mikor is megparancsolja Zétának, hogy adja neki a temetést végző rabszolgák ruháját (vagyis Zéta odaadja neki a sajátját) majd mikor a fiú értetlenkedik, megcsókolja. Később a temetés másnapján Zéta az utcán hallja amint egy lantos éppen megénekli, hogy a temetést végző rabszolgákat (így Emőkét is) mind egy szálig megölték. A könyv nem beszél róla mi történik később Emőke családjával, illetve hogy mit szóltak az ifjú leány eltűnéséhez.